# Спокута (роман)
«Спокута» — роман української письменниці Світлани Талан, виданий у 2017 році видавництвом Книжковий Клуб «Клуб Сімейного Дозвілля».

## Опис книги
Роман Світлани Талан написаний у жанрі «реальних історій», які їй підказує саме життя.

## Присвята
Єдиному та любому моєму синові Сергію присвячую

## Анотація
Що робити, коли життєва стежина веде нас до труднощів та незгод? Як їх долати? Як витримати баланс і пережити негаразди? Ця книга — про найдорожчих, про найрідніших, про найближчих — сім'ю. Вчинки наших батьків і дідів мають безпосередній вплив на наше сьогоднішнє життя. Часто діти несуть хрест замість своїх батьків і, опиняючись у скрутних ситуаціях, змушені спокутувати гріхи рідних. Книга про сімейні зв'язки, складні взаємини, переплетіння доль, надію на краще майбутнє і силу любові.

## Герої
- Катерина — онука діда Ореста, головна героїня твору.
- Мирон — чоловік Меланки.
- Маланка, жінка якій з'явилася Богородиця. Мати Ореста, Марічки, Даринки.
- Орест — дід Катерини (по лінії матері), син Маланки.
- Варвара — бабуся Катерини (по лінії матері), дружина Ореста.
- Сергій — син Катерини.
- Роман — друг Катерини, закоханий у неї.
- Федір — друг Катерини, згодом її чоловік.
- Лариса, Олександр — «друзі» Катерини.
- Марічка — сестра діда Ореста, тітка, яка живе в горах.